# La ricetta perfetta
La ricetta perfetta è stato un programma televisivo andato in onda su Canale 5 dal 17 aprile al 12 giugno 2016 la domenica mattina alle 10.50 con la conduzione di Cristina Chiabotto assieme ai giudici Davide Scabin, Maurizio Pisani e Margherita Contin, in collaborazione con la catena di alimentari LIDL.

## Format
Il programma era composto da 21 concorrenti provenienti da varie regioni italiane, i quali preparavano delle portate per i giudici che assaggiavano e giudicavano il piatto migliore.
Solo un concorrente vinceva il programma e di conseguenza, vinceva 100000 € in gettoni d'oro e la commercializzazione da parte di LIDL del proprio prodotto che viene considerato identificativo della regione di appartenenza.